# Christoph Braunschweig
Christoph Braunschweig ist Wirtschaftswissenschaftler, Professor an der Wirtschaftsuniversität in Jekaterinburg, Autor zahlreicher Fachbücher und Publizist. Seine Themenschwerpunkte im Rahmen seiner Professur liegen auf den Gebieten der Politischen Ökonomie. Braunschweig zählt zu den Vertretern der klassisch-liberalen „Hayek-Schule“.

## Werdegang
Christoph Braunschweig absolvierte nach einer Bankausbildung ein wirtschaftswissenschaftliches Studium. Als Student hörte er bei Friedrich August von Hayek und stieß bereits im Studium an der Universität Freiburg zur Österreichischen Schule der Nationalökonomie.
Als Nachfolger seines verstorbenen Vaters Karl Braunschweig übernahm er die Leitung der „Kölner Wirtschaftsprüfer Lehrgänge Dr. Braunschweig Dr. Kallwass Dr. Stitz“, aus der die „Hayek International Business School“ (HIBS) hervorging, als deren „Wissenschaftliche Leitung und Dekan Wirtschaftswissenschaften“ er heute fungiert. Die HIBS ist nicht als Hochschule akkreditiert und bietet Lehrgänge in Kooperation mit der Staatlichen Wirtschaftsuniversität vom Ural, Jekaterinburg an.
1999 wurde Christoph Braunschweig wegen Urkundenfälschung und versuchten Betrugs zu einer Geldstrafe verurteilt, nachdem er sich mit einem falschen Doktortitel auf eine Professorenstelle an der Universität Stralsund beworben hatte.
Im August 2007 stand er in Köln erneut vor Gericht, angeklagt des Betrugs in 115 Fällen. In der Werbung für einen vom „Betriebswirtschaftlichen Institut Prof. Dr. Braunschweig“ in Kooperation mit dem Hartmannbund durchgeführten Fernstudienlehrgang „Betriebswirtschaft für Ärztinnen und Ärzte“ hatte er nach Angaben der Staatsanwaltschaft „wahrheitswidrig die Behauptung aufgestellt, dass er Professor ist und einen Doktortitel führt“. Die Anklage führte weiterhin auf, dass der Abschluss des privaten Weiterbildungskurses „Master of Business Administration for Public Health“ nichts wert sei, da er fälschlicherweise einen staatlichen Abschluss suggeriere. Absolventen des Kurses konnten einen schweizerischen Privatdiplomabschluss „Dipl.-Gesundheitsökonom Oec.med.“ erwerben.

## Werk
Das Werk Die demokratische Krankheit von 2012 thematisiert die Ursachen der Überschuldung, die Braunschweig auf die Unvernunft von politischen Versprechen und falschen Ansprüchen der Wählerschaft zurückführt. Letztendlich werde der überschuldete Sozialstaat genauso wie der Sozialismus scheitern. In seinem Buch Wohlfahrtsstaat – leb wohl! von 2013 argumentiert Braunschweig, dass nur Marktwirtschaft und Ordo-Liberalismus Wohlstand und persönliche Freiheit garantieren können.

## Werke (Auswahl)
- Mitarbeiter- und Gesellschaftsbezogene Erfolgsermittlung, 1987
- Innovative Finanzinstrumente für Unternehmen, 1989
- Investitionsrechnung, 1997
- Kostenrechnung, 1998
- Marketing, 1998
- Unternehmensfinanzierung, 1999
- Grundlagen des strategischen Management, 2000
- Grundlagen der Managementlehre, 2001
- Die demokratische Krankheit. Der fatale Teufelskreis aus Politikerversprechen und Wähleranspruch, 2012
- Wohlfahrtsstaat – leb wohl! Der wirtschaftlich und moralische Zerfall des Wohlfahrtsstaates, 2013
- Das deutsche Narrenschiff. Wie feige Karrieristen, selbsternannte Intellektuelle und politisch korrekte Gutmenschen unser Land ruinieren, FinanzBuch Verlag, München 2015, ISBN 978-3-89879-909-6